# Йылмаз, Хайдар
Хайдар Йылмаз (тур. Haydar Yılmaz; 19 января 1984 года, Сусурлук) — турецкий футболист, играющий на позиции вратаря. Ныне выступает за турецкий клуб «Каршияка».

## Клубная карьера
Хайдар Йылмаз начинал свою карьеру футболиста в клубе «Эскишехир Шекерспор» в 2004 году. Затем он выступал за команды Второй и Первой лиг Турции: «Инегёльспор», «Газиосманпашаспор», «Тарсус Идманюрду», «Шанлыурфаспор» и «Карталспор». Летом 2013 года Хайдар Йылмаз перешёл в клуб Второй лиги «Аланьяспор», с которым спустя год вышел в Первую лигу. А ещё через два года «Аланьяспор» впервые в своей истории завоевал себе место в Суперлиге.
20 августа 2016 года Хайдар Йылмаз дебютировал на высшем уровне, выйдя в основном составе в гостевой игре с «Бешикташем».